# 上野蓮華
上野蓮華（うえの れんか）は、石川県金沢市出身の女性俥夫。2024年3月現在浪漫屋（ろまんや。石川県金沢市東山）所属。

## 経歴・人物
1994年頃、金沢市に生まれる。2011年頃、石川県立鶴来高等学校中退。その後は金沢市内の飲食店や衣料品店などに勤務。福井市のホテル勤務の後2018年、関東地方のテーマパークでガイドとして働く。
2022年4月、「住み慣れた金沢に戻りたい」とＵターンした金沢で浪漫屋の俥夫となる。石川県では初の女性俥夫である。俥夫になることを提案したのは5歳年上の夫である。「ガイドの経験を生かせるのでは」と勧められ、もともと接客業が好きだったこともあり浪漫屋に入社することにした。5月20日、初めての営業運転（俥夫デビュー）。10日後には夫もサプライズで乗車しに来た。
2022年12月1日、浪漫屋が地域貢献活動の一環としておこなう「クリスマス人力車乗車体験会」に参加。ひがしやまこども園（金沢市東山）の子供たちを乗車させた。

### フィルモグラフィー
- 「江戸に届け！真夏の“氷”大作戦」『歴史探偵』（NHK総合、2023年8月2日）[5]
- 『加藤諒＆峯岸みなみの夏休み！北陸新幹線で行く長野・富山・石川イチ推し癒やしツアー』（SBC信越放送、2022年7月27日）
- 『Nスタ』（TBS、2024年3月26日）